# World RX de Francia 2015
El World RX de Francia 2015, oficialmente Rallycross of France fue la novena prueba de la Temporada 2015 del Campeonato Mundial de Rallycross. Se celebró del 5 al 6 de septiembre de 2015 en el Circuito de Lohéac ubicado en la comuna de Lohéac, Región de Bretaña, Francia.
La prueba fue ganada por Timmy Hansen quien consiguió su segunda victoria de la temporada a bordo de su Peugeot 208, Petter Solberg término en segundo lugar en su Citroën DS3 y Jean-Baptiste Dubourg finalizó tercero con su Citroën C4.

## Supercar

### Series
| Pos.            | No. | Piloto                | Equipo                          | Auto                | H1   | H2   | H3   | H4   | Pts |
| --------------- | --- | --------------------- | ------------------------------- | ------------------- | ---- | ---- | ---- | ---- | --- |
| 1               | 21  | Timmy Hansen          | Team Peugeot-Hansen             | Peugeot 208         | 1º   | 1º   | 2º   | 6º   | 16  |
| 2               | 1   | Petter Solberg        | SDRX                            | Citroën DS3         | 2º   | 2º   | 1º   | 5º   | 15  |
| 3               | 10  | Mattias Ekström       | EKS RX                          | Audi S1             | 4º   | 3º   | 5º   | 4º   | 14  |
| 4               | 3   | Johan Kristoffersson  | Volkswagen Team Sweden          | Volkswagen Polo     | 3º   | 7º   | 15º  | 1º   | 13  |
| 5               | 87  | Jean-Baptiste Dubourg | Jean-Baptiste Dubourg           | Citroën C4          | 17º  | 5º   | 4º   | 11º  | 12  |
| 6               | 57  | Toomas Heikkinen      | Marklund Motorsport             | Volkswagen Polo     | 10º  | 20º  | 3º   | 7º   | 11  |
| 7               | 13  | Andreas Bakkerud      | Olsbergs MSE                    | Ford Fiesta ST      | 7º   | 10º  | 21º  | 9º   | 10  |
| 8               | 4   | Robin Larsson         | Larsson Jernberg Racing Team    | Audi A1             | 18º  | 16º  | 6º   | 8º   | 9   |
| 9               | 92  | Anton Marklund        | EKS RX                          | Audi S1             | 13º  | 11º  | 7º   | 18º  | 8   |
| 10              | 42  | Timur Timerzyanov     | Namus OMSE                      | Ford Fiesta ST      | DNF  | 4º   | 12º  | 2º   | 7   |
| 11              | 17  | Davy Jeanney          | Team Peugeot-Hansen             | Peugeot 208         | 9º   | 8º   | 8º   | 26º  | 6   |
| 12              | 62  | Gaëtan Sérazin        | Gaëtan Sérazin                  | Peugeot 208         | 12º  | 13º  | 14º  | 14º  | 5   |
| 13              | 45  | Per-Gunnar Andersson  | Marklund Motorsport             | Volkswagen Polo     | 23º  | 9º   | 9º   | 15º  | 4   |
| 14              | 74  | Jérôme Grosset-Janin  | Albatec Racing                  | Peugeot 208         | 5º   | 31.º | 13º  | 10º  | 3   |
| 15              | 55  | Alx Danielsson        | All-Inkl.com Münnich Motorsport | Audi S3             | 15º  | 22º  | 11º  | 12º  | 2   |
| 16              | 15  | Reinis Nitišs         | Olsbergs MSE                    | Ford Fiesta ST      | 16º  | 12º  | 22º  | 16º  | 1   |
| 17              | 33  | Liam Doran            | SDRX                            | Citroën DS3         | 26º  | 6º   | 33º  | 3º   |     |
| 18              | 99  | Tord Linnerud         | Volkswagen Team Sweden          | Volkswagen Polo     | 11º  | 18º  | 27º  | 13º  |     |
| 19              | 168 | Yvan Muller           | Albatec Racing                  | Peugeot 208         | 8º   | 32º  | 10º  | 19º  |     |
| 20              | 18  | Jonathan Pailler      | Pailler Compétition             | Peugeot 208         | 14º  | 23º  | 19º  | 27º  |     |
| 21              | 7   | Manfred Stohl         | World RX Team Austria           | Ford Fiesta         | 6º   | 14º  | 28º  | DNF  |     |
| 22              | 84  | "Knapick"             | Hervé "Knapick" Lemonnier       | Citroën DS3         | 27º  | 17º  | 23º  | 22º  |     |
| 23              | 31  | Max Pucher            | World RX Team Austria           | Ford Fiesta         | 22º  | 26º  | 18º  | 23º  |     |
| 24              | 71  | Marc Laboulle         | Marc Laboulle                   | Citroën C4          | 21º  | 25º  | 24º  | 20º  |     |
| 25              | 102 | Tamás Kárai           | Racing-Com                      | Škoda Fabia         | 20º  | 27º  | 25º  | 21º  |     |
| 26              | 89  | Fabien Chanoine       | Fabien Chanoine                 | Renault Clio        | 24º  | 24º  | 31.º | 17º  |     |
| 27              | 20  | Fabien Pailler        | Pailler Compétition             | Peugeot 208         | 31.º | 21º  | 16º  | 29º  |     |
| 28              | 65  | Guerlain Chicherit    | JRM Racing                      | BMW MINI Countryman | 25º  | 15º  | 20º  | EXC  |     |
| 29              | 85  | David Olivier         | David Olivier                   | Renault Logan       | 28.º | 28º  | 26º  | 24º  |     |
| 30              | 78  | Laurent Bouliou       | Laurent Bouliou                 | Peugeot 207         | 29.º | 30.º | 30.º | 25.º |     |
| 31              | 67  | François Duval        | Ecurie Bayard ASBL              | Ford Fiesta         | DNS  | 19º  | 29º  | 28º  |     |
| 32              | 64  | Nabil Karam           | Nabil Karam                     | Citroën DS3         | 30.º | 29.º | 32.º | DNS  |     |
| 33              | 37  | Guy Wilks             | JRM Racing                      | BMW MINI Countryman | DNS  | DNS  | 17º  | DNF  |     |
| 34              | 77  | René Münnich          | All-Inkl.com Münnich Motorsport | Audi S3             | 19º  | DNF  | DNS  | DNS  |     |
| 35              | 56  | Gilles Franco         | Gilles Franco                   | Peugeot 208         | DNF  | DNS  | DNS  | DNS  |     |
| Reporte Oficial |     |                       |                                 |                     |      |      |      |      |     |

### Semifinales
Semifinal 1
| Pos.            | No. | Piloto                | Equipo                | Tiempo     | Pts |
| --------------- | --- | --------------------- | --------------------- | ---------- | --- |
| 1               | 21  | Timmy Hansen          | Team Peugeot-Hansen   | 03:49.039  | 6   |
| 2               | 10  | Mattias Ekström       | EKS RX                | +0.281     | 5   |
| 3               | 87  | Jean-Baptiste Dubourg | Jean-Baptiste Dubourg | +2.851     | 4   |
| 4               | 92  | Anton Marklund        | EKS RX                | +10.000    | 3   |
| 5               | 13  | Andreas Bakkerud      | Olsbergs MSE          | +14.327    | 2   |
| 6               | 17  | Davy Jeanney          | Team Peugeot-Hansen   | +3 Vueltas | 1   |
| Reporte Oficial |     |                       |                       |            |     |

Semifinal 2
| Pos.            | No. | Piloto               | Equipo                       | Tiempo    | Pts |
| --------------- | --- | -------------------- | ---------------------------- | --------- | --- |
| 1               | 1   | Petter Solberg       | SDRX                         | 03:50.318 | 6   |
| 2               | 3   | Johan Kristoffersson | Volkswagen Team Sweden       | +2.251    | 5   |
| 3               | 4   | Robin Larsson        | Larsson Jernberg Racing Team | +2.653    | 4   |
| 4               | 57  | Toomas Heikkinen     | Marklund Motorsport          | +4.065    | 3   |
| 5               | 62  | Gaëtan Sérazin       | Gaëtan Sérazin               | +7.153    | 2   |
| 6               | 42  | Timur Timerzyanov    | Namus OMSE                   | +10.182   | 1   |
| Reporte Oficial |     |                      |                              |           |     |

### Final
| Pos.            | No. | Piloto                | Equipo                       | Tiempo     | Pts |
| --------------- | --- | --------------------- | ---------------------------- | ---------- | --- |
| 1               | 21  | Timmy Hansen          | Team Peugeot-Hansen          | 03:48.500  | 8   |
| 2               | 1   | Petter Solberg        | SDRX                         | +3.001     | 5   |
| 3               | 87  | Jean-Baptiste Dubourg | Jean-Baptiste Dubourg        | +3.570     | 4   |
| 4               | 3   | Johan Kristoffersson  | Volkswagen Team Sweden       | +4.731     | 3   |
| 5               | 10  | Mattias Ekström       | EKS RX                       | +30.307    | 2   |
| 6               | 4   | Robin Larsson         | Larsson Jernberg Racing Team | +4 Vueltas | 1   |
| Reporte Oficial |     |                       |                              |            |     |

## Campeonato tras la prueba
Estadísticas Supercar
| Pos. | Driver               | Points |
| ---- | -------------------- | ------ |
| 1    | Petter Solberg       | 219    |
| 2    | Timmy Hansen         | 182    |
| 3    | Johan Kristoffersson | 156    |
| 4    | Andreas Bakkerud     | 152    |
| 5    | Davy Jeanney         | 146    |

- Nota: Sólo se incluyen las cinco posiciones principales.